# Joyce Lomalisa
Joyce Lomalisa (18 de junho de 1993) é um futebolista profissional congolês que atua como defensor.

## Carreira
Joyce Lomalisa representou o elenco da Seleção da República Democrática do Congo de Futebol no Campeonato Africano das Nações de 2017.